# زند تكنولوجيز
زند تكنولوجيز (بالإنجليزية: Zend Technologies)‏ هي شركة متخصصة في إنتاج برمجيات الويب ولديها مقرات في كوبيرتينو، كاليفورنيا، رمات غان، تل أبيب. ومكاتب في فرنسا، إيطاليا وألمانيا. وتتركز عمليات الشركة حاليا على تطوير منتجات متعلقة بتطوير تطبيقات بي إتش بي، من ضمنها برنامج زند ستوديو.